# 도미노 (2019년 영화)
도미노(DOMINO)는 벨기에에서 제작된 브라이언 드 팔마 감독의 2019년 범죄, 스릴러 영화이다. 니콜라이 코스터-왈도 등이 주연으로 출연하였다.

## 출연

### 주연
- 니콜라이 코스터-왈도
- 캐리스 밴 허슨
- 가이 피어스

### 조연
- 파프리카 스틴
- 소렌 맬링
- 에리크 에부아니
- 토마스 W. 가브리엘손
- 일리아스 아다브
- 아르달란 에스마일리

## 제작진
- 미술: 코넬리아 오트
- 세트: 헨드릭 반 케츠
- 의상: 샬롯 빌럼스
- 배역: 데스 해밀턴
- 배역: 레오니 루티크